# The Rose's Story
The Rose's Story è un cortometraggio muto del 1911 diretto da Joseph W. Smiley e da George Loane Tucker.

## Produzione
Il film fu prodotto dall'Independent Moving Pictures Co. of America (IMP).

## Distribuzione
Il film - un cortometraggio di una bobina - uscì nelle sale il 2 ottobre 1911, distribuito dalla Motion Picture Distributors and Sales Company. Non si conoscono copie ancora esistenti della pellicola che viene considerata presumibilmente perduta.

### Date di uscita
- USA  2 ottobre 1911

Alias
- The Story of the Rose  USA  (titolo alternativo)